# Réserve naturelle de Sandsbakken
La réserve naturelle de Sandsbakken  est une réserve naturelle norvégienne qui est située dans le municipalité de Øvre Eiker, dans le comté de Buskerud.

## Description
La réserve naturelle de 1,877 km2 a été créée en 1986. La zone d'Edelløvskog est située à l'extrémité nord du lac Eikeren.
La zone est protégée pour préserver une occurrence de forêt d'orme de montagneet de tilleul qui forme également un bel élément paysager. En plus d'être un lieu de repos pour les grues au printemps, c'est aussi un lieu de nidification pour les échassiers et les canards. .